# Copris parapecuarius
Copris parapecuarius là một loài bọ cánh cứng trong họ Bọ hung (Scarabaeidae).